# Глушка (Габровская область)
Глушка (болг. Глушка) — село в Болгарии. Находится в Габровской области, входит в общину Дряново. Население составляет 24 человека.

## Политическая ситуация
Глушка подчиняется непосредственно общине и не имеет своего кмета.
Кмет (мэр) общины Дряново — Иван Илиев Николов (независимый) по результатам выборов.